# Widad Adabi Boufarik
Le WA Boufarik est un club omnisports algérien fondé en 1945 et basé dans la commune de Boufarik, à Blida.

## Identité du club

### Logos
Les couleurs du WA Boufarik sont l'Orange et le Vert.

Logo actuel du club

## Sections actuelles
- Basket-ball - voir article Widad Adabi Boufarik (basket-ball)
- Football - voir article Widad Adabi Boufarik (football)

## Présidents successifs
Voici le dernier président du WA Boufarik, par date de nomination :
- 2006-2015 :  Ahmed Benyabou
- 2015- :  Riat Redha